# Момски рејон
Момски рејон или Момски улус (рус. Момский район, (јакут. Муома улууһа)) је један од 34 рејона Републике Јакутије у Руској Федерацији. 
Налази се на сјевероисточном дијелу Јакутије и заузима површину од 101.700 км². 
У рејону се налази и највиша тачка гребена Черских планина, врх Победа.
Административни центар рејона је село Хонуу.
Укупан број становника рејона је 4.383 (2010).
Већину становништва чине Јакути (70%), те Евени и Руси и нешто Евенки, Украјинци и Јукагири.